# Купертино
Куперти́но (англ. Cupertino, МФА: [ˌkuːpərˈtiːnoʊ]) — город в округе Санта-Клара штата Калифорния, США, расположенный приблизительно в 20 километрах от Сан-Хосе и в 75 километрах от Сан-Франциско. Численность населения составляет 61 тысячу человек (2019). Купертино является одним из городов Кремниевой долины.

## География
Купертино граничит с Саннивейлом с севера, Санта-Кларой — с северо-востока, с Сан-Хосе — с востока и юго-востока, с Саратогой — с юга и с холмами Санта-Круз — с юго-запада. Купертино находится ближе к холмам, чем к заливу Сан-Франциско, вдоль которого в основном сконцентрированы офисы технологических компаний, составляющие сердце бизнеса Кремниевой долины.

## Экономика
В городе расположены штаб-квартиры крупных IT-компаний, таких как Apple, Symantec и др.

## Демография
Исторически Купертино (наряду с Китайским кварталом в Сан-Франциско) был центром оседлости эмигрантов из Китая, и сейчас доля жителей азиатского происхождения превышает 60%.

## Образование
В Купертино находятся лучшие в районе залива Сан-Франциско школы (такие, как Monta Vista, Lynbrook, Homestead и Cupertino High — две первые входят в число лучших школ Калифорнии в целом), что привлекает сюда семьи с высоким уровнем дохода, старающиеся дать лучшее образование своим детям.
Также в Купертино находится Колледж де Анза, в котором проходят обучение около 22 тысяч студентов, а также корпоративный учебный центр для сотрудников компании Apple.

## Топоним
Купертино назван по балке Арройо-Сан-Хосе-де-Купертино, сейчас — ручей Стивенс-Крик. Прежнее название ручья было дано картографом испанского исследователя Хуана Баутисты де Анса в честь святого Джузеппе из Копертино. Святой же получил своё имя по городу Копертино в регионе Апулия в Италии. На рубеже XX века Купертино вытеснило прежнее название места — Вест-сайд.

## Экономика

### Крупнейшие компании
По данным на 2010 год, крупнейшими работодателями Купертино являются:
| #  | Работодатель                                | Число работников   |
| -- | ------------------------------------------- | ------------------ |
| 1  | Apple Inc.                                  | 34 300 (в регионе) |
| 2  | Oracle                                      | 8000 (в регионе)   |
| 3  | Foothill-De Anza Community College District | 3100               |
| 4  | Hewlett-Packard                             | 3000 (в регионе)   |
| 5  | Cupertino Union School District             | 1679               |
| 6  | ArcSight                                    | 512                |
| 7  | Fremont Union High School District          | 429                |
| 8  | Chordiant                                   | 285                |
| 9  | The Forum at Rancho San Antonio             | 285                |
| 10 | Trend Micro                                 | 250                |

## Города-побратимы
| Страна               | Город               |
| -------------------- | ------------------- |
| Италия               | Копертино, Апулия   |
| Китайская Республика | Синьчжу             |
| Япония               | Тоёкава, Айти       |
| Индия                | Бхубанешвар, Орисса |
| Индия                | Майсур, Карнатака   |